# 竞存女子学校
天津私立竞存女子学校，简称竞存女校，是天津第一所女子小学。

## 历史
成立于1911年，创办人是北洋女师范学堂状元、毕业生汪芸在天津英租界内创办。1941年，天津私立竞存女子学校改校名为私立竞存小学，是天津市和平区岳阳道小学的前身。